# كودهام
كودهام، هي قرية في لندن الكبرى، إنجلترا، تقع داخل منطقة لندن بورو بروملي وخارج التوسع الحضري في لندن. تقع على حدود لندن الكبرى مع كينت على حدود منطقة سيفين أوكس. تقع جنوب أوربينجتون وشمال غرب سفين اوكس. تقع على بعد 15.9 ميل (25.6 كـم) جنوب شرق تشارينغ كروس.

## تاريخ
تم ذكر كنيسة كودهام، المكرسة للقديس بطرس وسانت بول، في كتاب يوم القيامة. تمتلك أذرع الحداد، التي كانت في الأصل مزرعة من القرن السابع عشر، تذكارات لفنان قاعة الموسيقى المعروف باسم «ليتل تيش». كانت كودهام جزءًا من منطقة بروملي الريفية من عام 1894 ومنطقة أوربنجتون الحضرية من عام 1934 إلى عام 1965. كانت القرية بالتالي جزءًا من كينت (وبالتالي يديرها مجلس مقاطعة كينت) حتى إنشاء لندن الكبرى في 1 أبريل 1965. تعد ملعب كودهام الترفيهي، خلف الكنيسة والحانة، موطنًا لنادي كودهام وايس للكريكيت، الذي تم تشكيله في عام 1965.

## النقل
كودهام التي تقع في مقاطعة لندن الكبرى، لا تزال تحت خدمة النقل إلى لندن على الرغم من كونها خارج لندن وتخدمها خدمة حافلات لندن، حيث تربط10ار /ار 5المنطقة مع أوربينجتون عبر جرين ستريت جرين وأيضًا إلى نوكهولت في كينت. أقرب خطوط السكك الحديدية إلى المنطقة هي محطة تشيلسفيلد ومحطة نوكهولت، في ترافيل كارد زون 6.

## الأحداث
تستضيف كودهام واحدًا من أقدم عروض ومناسبات القرية التي يعود تاريخها إلى العصر الفيكتوري، سنويًا في يوم عطلة البنوك في أغسطس.
تستضيف كودهام أيضًا مهرجان كودهام كريتش الموسيقي السنوي الشهير، وهو حدث موسيقي شهير لمدة يومين في ملعب كودهام الترفيهي يروج له كينت باند كوم

## السياسة المحلية
منذ عام 2019، العضو المحلي في البرلمان هو غاريث بيكون، حيث تم انتخابه بأغلبية 30882 صوتًا أو 63.4٪ من حصة التصويت. سابقًا، كان العضو المحلي في البرلمان هو جو جونسون من حزب المحافظين وهو شقيق رئيس الوزراء بوريس جونسون. شغل جونسون منصب وزير النقل ووزير لندن حتى استقالته في نوفمبر 2018. لقد فعل ذلك من أجل دعم تصويت الشعب على صفقة خروج بريطانيا من الاتحاد الأوروبي. في يوليو 2019، أعيد بعد ذلك منصبه الوزاري كوزير للجامعات قبل أن يستقيل في سبتمبر 2019 وأعلن أنه سيتنحى كنائب في البرلمان في الانتخابات العامة المقبلة في المملكة المتحدة.
بأغلبية عددية تبلغ 22378 صوتًا (45.9 ٪)، فإن أوربينجتون هو أكثر المقاعد البرلمانية المحافظين أمانًا في لندن.
يتم انتخاب عضو مجلس واحد كل أربع سنوات لمجلس منطقة بروملي لندن. حتى الآن، تم تمثيل جناح داروين فقط بممثلين من حزب المحافظين.

## روابط خارجية
- تاريخ الكنيسة
- نادي Cudham Wyse للكريكيت